# Tren Irapuato-Guadalajara
El Tren Irapuato-Guadalajara es un proyecto de trenes que conectará con el município de Irapuato en Guanajuato con la ciudad de Guadalajara en Jalisco, pasando por los municípios de Michoacán. Fue presentada por la presidenta Claudia Sheinbaum en noviembre de 2024, como parte de los planes nacionales de infraestructura ferroviaria del 2018 al 2050.
El 28 de noviembre de 2024 iniciaron estudio preliminares de derecho de via, los trabajos de obra se prever listo en 2026 y queden finalizado en 2028.
El 30 de julio de 2025 iniciaron estudio de vía y recorrido, será modificado para que incluya a la ciudad de León, en Guanajuato con el el derecho de vía de carga ya existente.

## Historia

### Antecedentes
Los antecedentes más antiguos de este ferrocarril se remontan a las concesiones que otorgó el gobierno del presidente Porfirio Díaz para la construcción del Ferrocarril Central Mexicano, que tenía un capital mixto: estadounidense y mexicano. Por la parte estadounidense, el capital provenía de la compañía Achison, Topeka, Santa Fe, mientras que por México provenía del gobierno federal. La concesión base permitía construir una línea entre la Ciudad de México y Ciudad Juárez, inaugurada en 1884, a la cual se le agregó un ramal en 1888 al Océano Pacífico pasando por las ciudades de Guadalajara y Querétaro.
Al final del gobierno porfirista, en 1908 se crea la compañía gubernamental Ferrocarriles Nacionales de México, que constituye la primera nacionalización de los ferrocarriles por su valor estratégico. Esta primera operación se logra al expropiar y fusionar las compañías Central, el Nacional y el Internacional, junto con otras compañías menores con lo cual, se logran 11,117 kilómetros de vías férreas nacionalizadas. Entre 1910 y 1929, el estado de esas líneas era incierto, ya que cayeron en manos de los diferentes grupos que combatieron durante la Revolución Mexicana.

### El Tapatio
El Tapatío fue un tren de pasajeros que brindó servicio de transporte de pasajeros y correo entre la Ciudad de México y Guadalajara que fue operada por Ferrocarriles Nacionales de México, inaugurado en 1888. el tren emulaba el servicio del tren de largo recorrido como el Tren El Regiomontano , cuya ruta fue el doble que la del Tapatio aunque su velocidad era también mayor; ambos solo tenían escalas en estaciones de las ciudades importantes. El servicio expreso iba dirigido, al igual que el Regiomontano, a usuarios de clase media o alta; quienes viajaban en coches camas de la compañía fabricante estadounidense Pullman.

### Privatización
Tras ser privatizada la red ferrocarrilera entre 1995 a 1998 por el expresidente Ernesto Zedillo, Grupo México con Ferromex decide finalizar la ruta tren El Tapatío idefinidamente el 13 de febrero de 1998.

### Reanudación
El 20 de noviembre de 2023, el gobierno de Andrés Manuel López Obrador anuncia decreto para reactivar siete rutas de trenes de pasajeros. Entre las que se encuentra la de México–Querétaro–Guadalajara–Tepic–Mazatlán–Nogales.

### Porpuesta formal
El 30 de julio de 2025 la presidenta Claudia Sheinbaum inicia los estudio de vía y recorrido, será modificado para que incluya a la ciudad de León. El proyecto seguirá la ruta, similar al antiguo tren El Tapatío, los trabajos de construcción del tren comenzaran en 2026 y se espera que finalicen en 2028 y 2029.